# Critter (ajedrez)
Critter es un motor de ajedrez UCI (Interfaz de Ajedrez Universal) gratuito de código cerrado desarrollado por Richard Vida escrito en C++. Desde el 2 de enero de 2012 la versión 1.4 esta precompilada para Windows, Linux, Android y Mac.
Critter fue escrito originalmente en Delphi, pero este lenguaje no tiene compilador de 64 bits aún. Por eso, a partir de la versión 0.42 de Critter, Richard Vida decidió reescribirlo en C++ y cambió la representación del tablero a tabla de bits (Bitboard) para aprovechar el rendimiento que brinda los procesadores con tecnología de 64 bits. Estos conceptos le dieron a Critter la posibilidad de acercarse a los primeros puestos de los rankings de motores de ajedrez.
Critter 1.4 está entre el segundo y cuarto lugar en los rankings de motores de ajedrez por debajo del motor Houdini 2.0 y pugnando con el programa comercial Rybka 4.1 y con Stockfish 2.2.2.
Al igual que los motores mencionados, Critter soporta paralelismo y es compatible con sistemas operativos de 32 bits y 64 bits. También puede jugar el ajedrez aleatorio de Fischer.